# Léon Bollée
Léon Bollée, född den 1 april 1870 i Le Mans, död den 16 december 1913 i Neuilly-sur-Seine, var fransk biltillverkare och uppfinnare som 1875 erhöll världens första körkort, gällande för framförande av ångvagnar.

## Biografi
Familjen Bollée var kända klockgjutare och hans far Amédée Bollée producerade flera ångbilar. Både Léon Bollée och hans äldre bror Armédée-Ernest-Marie (1867–1926) blev biltillverkare.

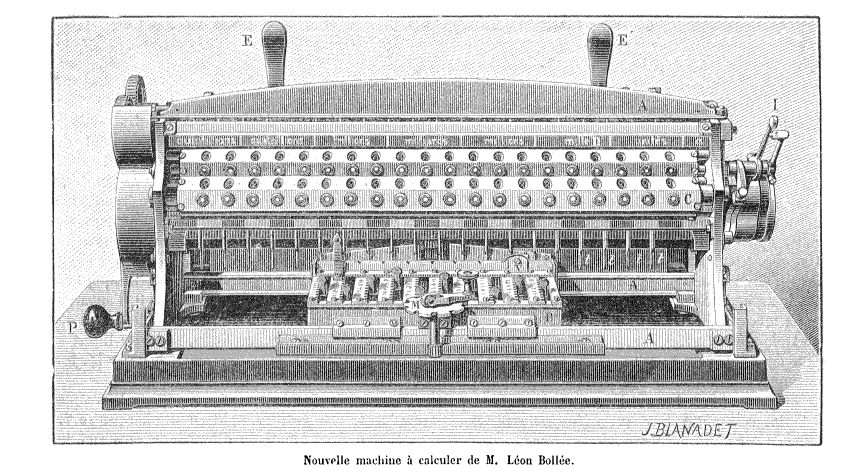
Léon Bollées Multiplikator

År 1887 började Léon Bollée utveckla tre olika räknemaskiner: direkt Multiplikator, Kalkylator och Aritmograf. Bollées multiplikator var den andra direktmultiplicerande kalkylatorn (den första var gjord av Ramón Vera) och vann  guldmedalj vid världsutställningen i Paris 1889. Tre versioner av den stora multiplikatorn och flera mindre maskiner utvecklades av Bollée, och enheterna var patenterade i Frankrike, Belgien, Tyskland, USA och Ungern.

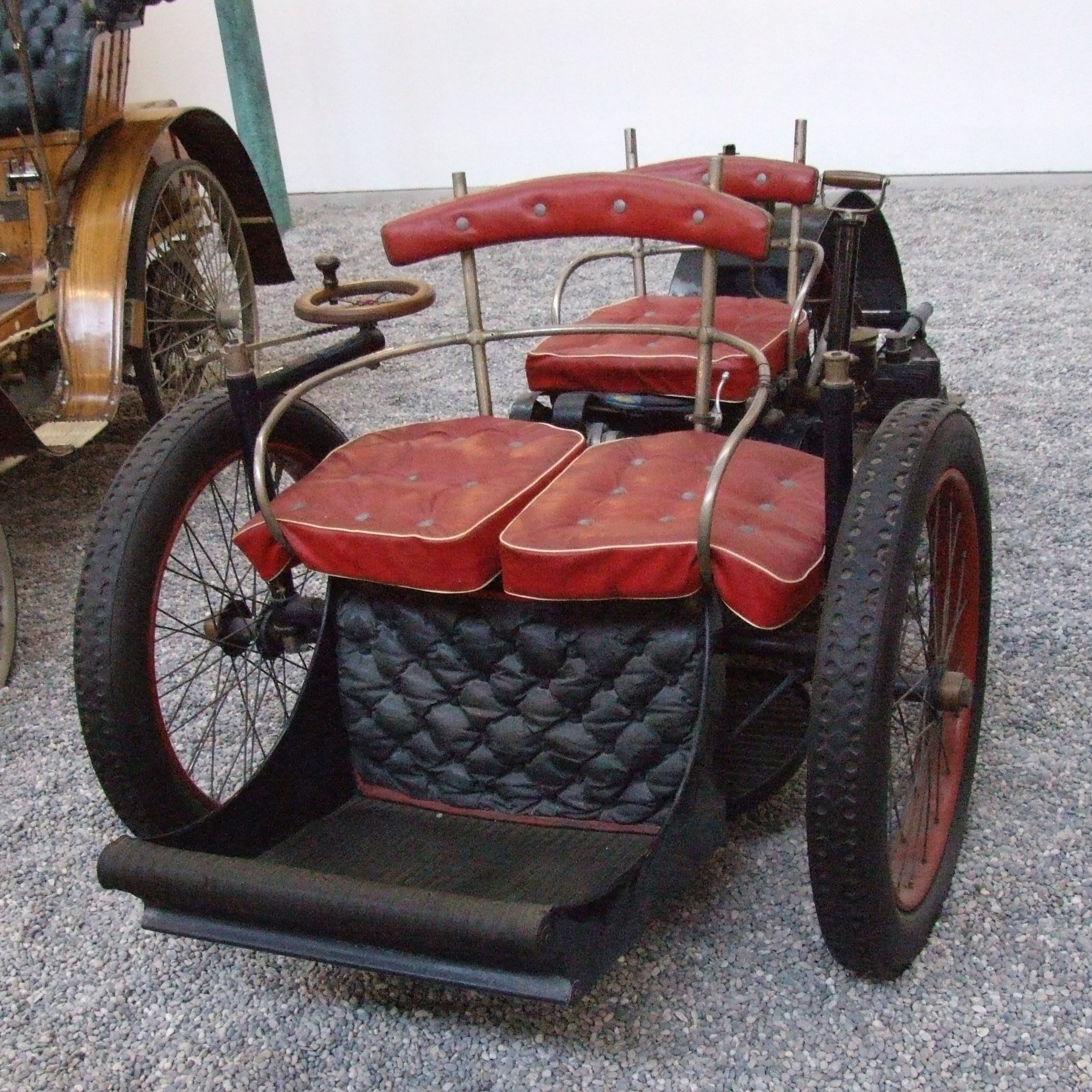
Léon Bollées Tricar, Schlumpf Collection, Mulhouse, Frankrike

År 1895 grundade Bollée företaget "Automobiles Léon Bollée" i Le Mans och året därpå patenterade han och började tillverka de trehjuliga fordon han uppfunnit 1895, så kallade "voiturette". Dessa hade en horisontell motor och var för första gången utrustade med gummidäck. En ny och modifierad modell kördes 1897 av Paul Jamin i biltävlingarna i Paris-Dieppe och Paris-Trouville som vann båda loppen med hastigheter på 39 km/t respektive 45 km/t.

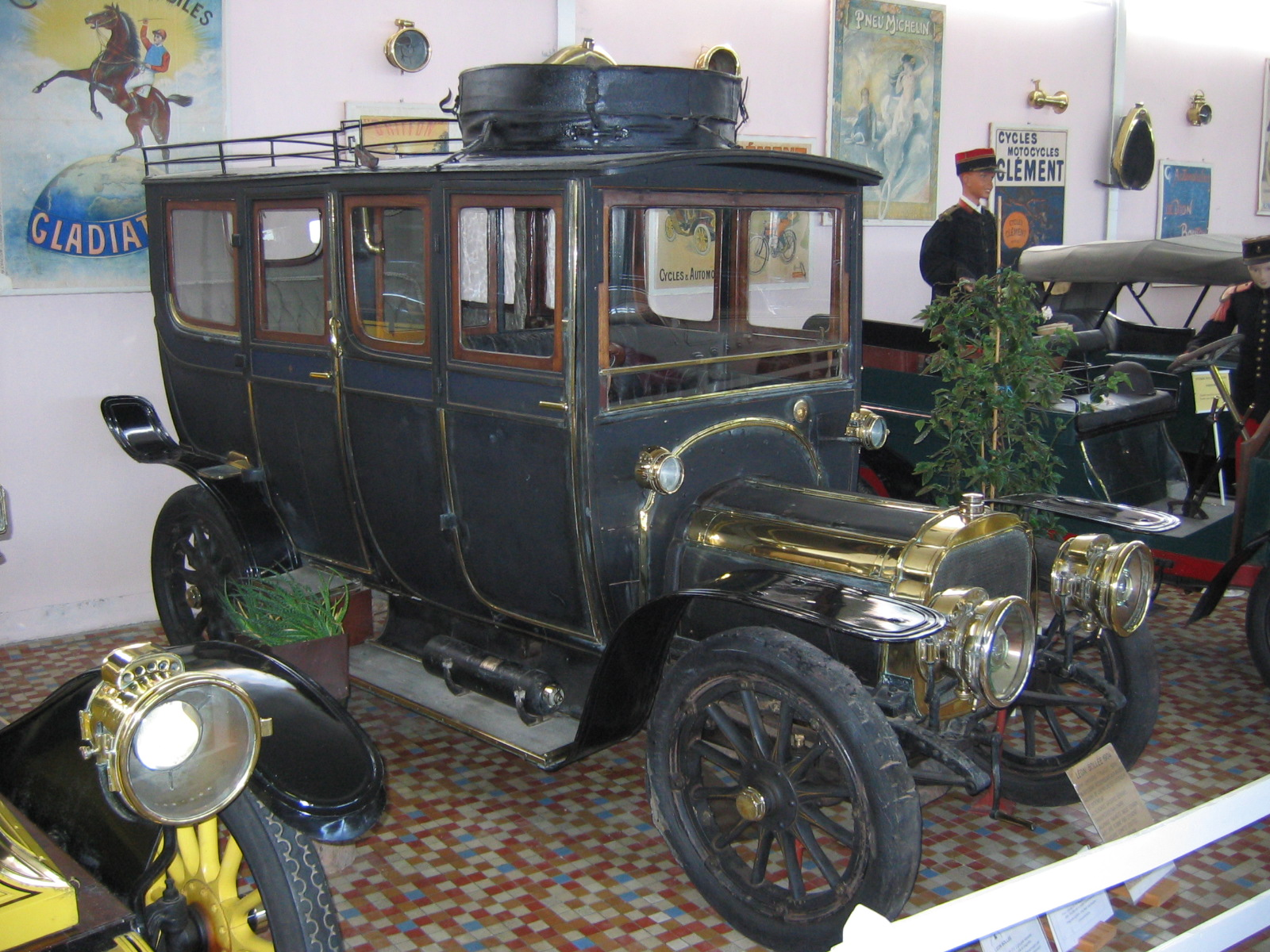
Bil från 1904 med 7 sittplatser

Under 1903 hade Bollée börjat producera större fordon och fått ett gott rykte för deras kvalitet. Under 1890-talet hade han också konstruerat en effektiv ljuddämpare för dåtidens bilmotorer och i början av 1900-talet byggde han den första verkligt användbara flygmotorn för flygpionjären Wilbur Wright. När bröderna Wright besökte Frankrike  för att visa upp sina flygplan, lät Bollée dem använda hans fabrik i Le Mans.
Bollée skadades i en flygolycka 1911 som han aldrig riktigt återhämtade sig ifrån. Han hade sedan tidigare också hjärtproblem och han dog 1913. Hans änka fortsatte att driva företaget, men 1922 köptes det av engelska Morris Motors och döptes om till Morris-Léon Bollée. Avsikten var att sälja Morris bilmodeller i Frankrike och kringgå de då gällande franska importrestriktionerna. Morris sålde företaget 1931 till en grupp investerare som döpte om det till Société Nouvelle Léon Bollée och fortsatte produktionen fram till 1933.